# Spodnja Nova vas
Spodnja Nova vas – wieś w Słowenii, w gminie Slovenska Bistrica. W 2018 roku liczyła 220 mieszkańców.